# Цзиньцзян (Чэнду)
Цзиньцзя́н (кит. упр. 锦江, пиньинь Jǐnjiāng) — район городского подчинения города субпровинциального значения Чэнду провинции Сычуань (КНР). Район назван в честь реки Цзиньцзян.

## История
При империи Цинь эти места входили в состав уезда Чэнду (成都县). При империи Тан в 643 году из уезда Чэнду был выделен уезд Шу (蜀县), в 758 году переименованный в уезд Хуаян (华阳县).
В 1953 году из уезда Хуаян был выделен район Дунчэн (东城区). В 1990 году район Дунчэн был расформирован, а на основной части его территории был образован район Цзиньцзян.

## Административное деление
Район Цзиньцзян делится на 16 уличных комитетов.